# Coama leului
Coama leului (în engleză The Adventure of the Lion's Mane) este una dintre cele 56 povestiri scurte cu Sherlock Holmes ale lui Sir Arthur Conan Doyle și a noua povestire din volumul Arhiva lui Sherlock Holmes. În reeditările mai noi ale volumului, ea este tot a noua povestire.
Ea a fost publicată la 27 noiembrie 1926 în revista americană Liberty și în decembrie 1926 în Strand Magazine (ilustrată de Howard K. Elcock), apoi în volumul "Arhiva lui Sherlock Holmes" (în engleză The Case-Book of Sherlock Holmes) editat în 1927 de John Murray din Anglia. 
Această povestire are particularitatea de a fi una dintre cele două povestiri (cealaltă fiind Aventura soldatului alb ca varul) narate de însuși Sherlock Holmes și nu de doctorul Watson. 

## Subiect

### Misterul inițial

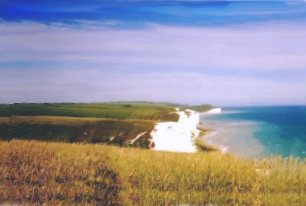
O plajă de pe coasta de sud a Angliei, aproape de locul anchetei.

În 1907, Sherlock Holmes își petrece timpul retras la o căsuță din comitatul Sussex (în sudul Angliei) unde se consacră apiculturii. Nu departe de locuința sa se află o școală pregătitoare denumită "The Gables", iar Holmes s-a împrietenit cu Harold Stackhurst, directorul stabilimentului educațional.
Într-o dimineață însorită, pe când se plimba de-a lungul falezei, Sherlock Holmes se întâlnește cu Harold Stackhurst care se ducea să se scalde în Canalul Mânecii, unde plecase să înoate cu puțină vreme în urmă Fitzroy McPherson, profesorul de științe naturale. Pe când Stackhurst și Holmes erau pe punctul de a-și termina conversația, McPherson a sosit clătinându-se, urcând cu greutate cărarea ce urca de pe plajă către faleză, iar apoi s-a prăbușit. El purta doar un sacou și pantaloni. Holmes și Stackhurst se reped către el și constată că profesorul era în agonie: din ultimele sale cuvinte, ei nu reușesc să audă decât niște cuvinte foarte stranii: «coama leului». Examinând corpul profesorului decedat, ei observă că spatele lui era acoperit de niște dungi roșiatice sângeroase, asemănătoare semnelor lăsate de o biciuire violentă cu o cravașă foarte flexibilă.

### Rezolvare
În timp ce Holmes și Stackhurst sunt încă lângă corpul inert, Ian Murdoch (profesorul de matematică) sosește în spatele lor; el nu a văzut atacul și de-abia venise de la școală pe plajă. Aflând de moartea colegului său, el pare bulversat și apoi pleacă repede pentru a anunța poliția. Stackhurst îl descrie pe Ian Murdoch ca un om distant și neprietenos, cu accese ocazionale de violență. Cu mai mult timp în urmă, el îi aruncase câinele lui McPherson printr-o fereastră, deoarece fusese deranjat de lătratul acestuia. În ultima vreme, se părea că McPherson și Murdoch deveniseră prieteni.
Holmes inspectează locul crimei și, în special, plaja. Cele câteva siluete pe care detectivul le vede pe plajă sunt foarte îndepărtate și niciunul dintre acei oameni nu poate fi un potențial criminal. De asemenea, cele câteva bărci de pescuit sunt prea în larg pentru a avea vreo legătură cu crima. Pe poteca pe care urcase McPherson nu s-au mai găsit urme ale unei alte persoane decât victima. În grota de la baza stâncii nu se ascundea nimeni. Holmes găsește pe plajă lucrurile lui McPherson, inclusiv prosopul care rămăsese pliat și uscat în timp ce urmele pașilor victimei se află în apropiere de malul mării; văzând prosopul uscat, Holmes deduce că McPherson nu a avut timp să intre în apă, dar el se afla pe marginea apei, atunci când a fost atacat. O notă scrisă de mână a fost găsită într-un buzunar al victimei, semnată de o anume "Maudie", indicând o întâlnire amoroasă.
Stackhurst îi explică lui Holmes că « Maudie » este Maud Bellamy, o tânără femeie din zonă cunoscută pentru farmecul ei, fiica lui Tom Bellamy, un bătrân pescar care făcuse avere. Holmes și Stackhurst se deplasează apoi la casa familiei Bellamy. Pe când se apropiau de casă, cei doi tovarăși se întâlnesc cu Ian Murdoch care ieșea din casă. Acesta din urmă se arată foarte nervos și are loc o altercație neașteptată între Stackhurst și Murdoch. Vizita la familia Bellamy dezvăluie faptul că Tom Bellamy avea o părere proastă despre McPherson și că nu vedea cu ochi buni relația acestuia cu fiica sa. Holmes află că întâlnirea între McPherson și Maud era programată să aibă loc în acea seară și nu dimineața; întâlnirea nu are deci nicio legătură cu moartea lui McPherson. În cele din urmă, detectivul află că Ian Murdoch era un fost admirator al lui Maud.

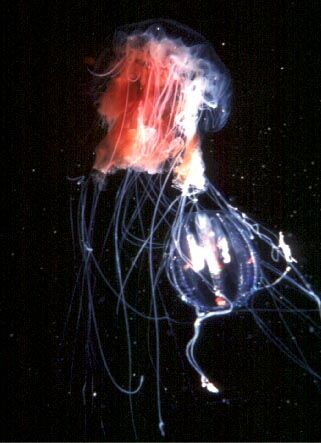
O meduză din specia Cyanea capillata.

O săptămână mai târziu, în timp ce ancheta nu avansa, câinele lui McPherson este găsit mort pe marginea apei, foarte aproape de locul unde se afla McPherson atunci când fusese atacat. Era evident că acesta murise în agonie, la fel cum pățise și stăpânul său. În acest moment, Holmes începe să bănuiască altceva. Cuvintele rostite de muribund, "coama leului", îi declanșează o amintire, dar el nu-și dă seama unde mai întâlnise această expresie. Meditând asupra acestui loc misterios, Holmes găsește o explicație posibilă a enigmei; el se duce acasă pentru a-și verifica ipoteza căutând într-o carte din biblioteca sa.
În timp ce Holmes analiza problema, inspectorul Bardle de la poliția din Sussex îi face o vizită pentru a-l întreba dacă există suficiente dovezi pentru a-l aresta pe Ian Murdoch, dar detectivul arată că profesorul are alibi pentru momentul crimei și s-ar putea dezvinovăți ușor. De asemenea, el nu l-a fi putut doborî singur pe McPherson, care era destul de puternic, în ciuda faptului că avea probleme cardiace. Cei doi bărbați analizează, de asemenea, rănile lui McPherson. Holmes afirmă că are o teorie care ar putea explica moartea lui McPherson și vrea să se întoarcă la locul crimei pentru a o verifica. În timp ce conversația lui cu Bardle s-a terminat, Murdoch și Stackhurst au ajuns brusc la casa detectivului: Stackhurst îl susținea pe Murdoch care suferea intens și avea spatele brăzdat cu aceleași linii roșii ca și McPherson. Murdoch a leșinat de durere de două ori pe drum, iar Stackhurst se temea că acesta era pe moarte. În agonie, Murdoch a cerut să i se dea niște coniac, pentru a i se alina durerile, și apoi a leșinat. Spatele lui a fost uns cu untdelemn. Stackhurst a spus că l-a găsit pe Murdoch în același loc în care fuseseră găsiți McPherson și câinele lui.
Holmes este atunci în măsură să explice cazul. El îi duce pe plajă pe inspector și pe Stackhurst și cercetează grota de la baza stâncii, unde detectivul le arată o meduză cu filamente lungi și aproape invizibile asemănătoare cu coama unui leu. Împreună cu  Stackhurst, Holmes împinge un bolovan în apă și zdrobesc animalul acvatic. Cum directorul școlii și inspectorul erau suprinși că nu mai văzuseră până atunci așa ceva pe țărmul mării, detectivul le spune că animalul fusese adus acolo probabil de uraganul care avusese loc cu câteva zile înainte de moartea lui McPherson. Holmes le povestește că întâlnise cuvintele "coama leului" într-un context neașteptat. El citise în cartea Out of Doors a lui John George Wood de întâlnirea exploratorului sus-menționat cu o meduză din specia Cyanea capillata, denumită și "coama leului", o creatură mortală care radiază filamente până la o distanță de aproximativ 15 metri. Persoanele care sunt înțepate de aceste filamente sunt în pericol de moarte, corpul lor fiind străbătut de junghiuri cumplite care determină o pulsație foarte puternică a inimii, care poate ucide pe loc pe cei cu afecțiuni cardiace.
Murdoch scapă astfel de învinuiri. El acționase ca un intermediar între McPherson și Maud, ducând scrisorile acestora. Povestea se termină pe o notă optimistă cu Stackhurst rugându-l pe Murdoch să-l ierte și anunțându-l că îi dă postul înapoi.

## Personaje
- Sherlock Holmes
- Harold Stackhurst - directorul școlii pregătitoare "The Gables"
- Fitzroy McPherson - profesor de științe naturale
- Ian Murdoch - profesor de matematică
- Maud Bellamy - fiica lui Tom Bellamy și iubita lui McPherson
- Tom Bellamy - proprietarul căsuțelor de pe plajă și a bărcilor din Fulworth
- Bardle - inspector la Poliția din Sussex
- Anderson - agent de poliție din Fulworth

## Comentariu
Holmes narează singur această povestire, ca și precedenta intitulată "Aventura soldatului alb ca varul", ca urmare a faptului că Watson "mă părăsise pentru o soție".
Aceasta este una dintre cele patru povestiri despre care o reprezentare a dr. Watson din romanul The Seven-Per-Cent Solution (1974) al lui Nicholas Meyer spune că sunt "aiureli" inventate. (Celelalte trei provin tot din volumul Arhiva lui Sherlock Holmes.)

## Traduceri în limba română
- Coama leului - în volumul "Coama leului" (Ed. Tineretului, col. Aventura, București, 1966) - traducere de Andrei Bantaș
- Coama leului - în volumul "Coama leului" (Casa Editorială Odeon, București, 1991) - traducere de Andrei Bantaș
- Misterul coamei de leu - în volumul "Aventurile lui Sherlock Holmes. Vol IV" (Colecția Adevărul, București, 2010), traducere de Alina Claudia Begu
- Misterul coamei de leu - în volumul "Aventurile lui Sherlock Holmes. Vol. IV" (Colecția Adevărul, București, 2011) - traducere de Alina Claudia Begu